# Kościół św. Izaaka w Kazimierzu Biskupim
Kościół Świętego Izaaka w Kazimierzu Biskupim – rzymskokatolicki kościół znajdujący się na cmentarzu grzebalnym we wsi Kazimierz Biskupi, w województwie wielkopolskim.
Jest to budowla drewniana, wzniesiona dzięki staraniom Kacpra Wolickiego w 1640 roku. W 1783 roku została odrestaurowana dzięki staraniom hrabiny Mielżyńskiej. Ostatni raz kościół przeszedł remont w 1983 roku. Konsekrowano go w 1998 roku. Posiada konstrukcję zrębową i jest orientowana. Składa się z nawy zbliżonej kształtem do kwadratu oraz prostokątnego prezbiterium. Od strony południowej do nawy jest dostawiona kruchta. Świątynia nakryta jest podwójnym gontem, posiada wieżyczkę na sygnaturkę zakończoną cebulastym hełmem i latarnią. Wnętrze posiada szalunki, na ścianach można zobaczyć pozostałości polichromii. Wyposażenie świątyni stanowią trzy ołtarze z XVIII wieku (jeden empirowy i dwa barokowe).